# Ругге, Генрих фон
Ге́нрих фон Ру́гге, устар. Генрих фон Руке (нем. Heinrich von Rugge, Heinrich von Ruck) — немецкий поэт-миннезингер. Его перу принадлежит лейх о крестовом походе, который считается исторически первым сохранившимся лейхом (датируется около 1190 года).

## Биография
В документах фигурировал как Heinricus de Rugge, занимавший пост министра пфальцграфов Тюбингена. В конце XII века в Бенедиктбойерне написал лейх на основе латинской религиозной прозы. Один из поздних анализов этого лейха позволил учёным сделать вывод о принадлежности Генриха фон Ругге к миннезингерам.
Помимо вышеупомянутого лейха Генрих фон Ругге также был создателем множества стихов, песен и нескольких диалогов.

## Издание сочинений
- Franz Josef Paus: Das Liedercorpus des Heinrich von Rugge, (Universität Freiburg, i. B., Philosophische Fakultät, Dissertation vom 29. Februar 1964), Freiburg im Breisgau 1964